# Neighbourhood Cable
Neighbourhood Cable (en español: Cable de Vecindad) era un proveedor de telecomunicaciones con sede en región de Victoria, Australia. Ahora parte de TransACT, Neighbourhood Cable es propiedad y operado por Hybrid Fibre Coaxial (HFC), las redes de cable en tres ciudades de la región victoriana:
- Mildura
- Ballarat
- Geelong

La compañía entregó televisión por cable, internet de banda ancha y servicios de telefonía a través de estas redes de cable. También ofrece servicios de Internet a través de red de cobre de Telstra y equipos inalámbricos. Fue una de las pocas empresas en Australia vendiendo no Telstra en bucle local de servicios, y también uno de los muy pocos con redes HFC activos.

## Historia
Neighbourhood Cable comenzó el despliegue de la fibra óptica Híbrido/Coaxial de red en Mildura el 1 de marzo de 1996, con el lanzamiento de dos tercios de los hogares y el 90% de las empresas en Mildura completado en dos años.
En 2001, la compañía se había quedado por valor de 900 kilómetros de cable de fibra híbrida coaxial pasado 38.000 viviendas en Mildura y Ballarat, con lanzamientos previstos en Bendigo, Geelong, Shepparton y Albury Wodonga.
Un número de canales de televisión por suscripción tienen exclusiva o fueron vistos por primera vez en Australia en su red. Era el único lugar en Australia donde el ESPN2 de EE. UU. podría ser visto, y fue el primer lugar algunas variantes de Discovery Channel y CNN Headline News estaban disponibles.
La compañía dejó de cotizar en el ASX en julio de 2005, después de una serie de eventos que comienzan con una petición de otros 5 millones de dólares para continuar la operación. La empresa capitalista de riesgo, TVG, posteriormente adquirió todas las acciones de la compañía.
En 2007, se anunció que la compañía de telecomunicaciones TransACT, rival que tomaría el control de Neighbourhood Cable del 1 de enero de 2008. Las operaciones de Neighbourhood Cable rebranded como TransACT tres años más tarde, en junio de 2011.